# Йорген Перссон (настільний тенісист)
Йорген Перссон (швед. Lars-Erik Jörgen Persson, нар. 22 квітня 1966) — шведський настільний тенісист. П'ятиразовий чемпіон світу з настільного тенісу.

## Кар'єра гравця
Чемпіон Європи (1986) і світу (1991) в одиночному розряді серед чоловіків.